# رادیچواتس
رادیچواتس (به صربی: Radičevac) یک منطقهٔ مسکونی در صربستان است که در کنگاژواتس واقع شده‌است. رادیچواتس ۵۹ نفر جمعیت دارد.